# Gerhard Kowalski
Gerhard Kowalski (* 1942) ist ein deutscher Raumfahrtjournalist, Buchautor und Moderator.
Er hat einen Abschluss als Diplom-Dolmetscher für Französisch und Russisch (1966) und als Diplom-Journalist (1975) der Universität Leipzig. Er gilt als „Gagarin-Papst“, weil er fünf Bücher über Juri Gagarin geschrieben bzw. herausgegeben hat.

## Bücher
1999: Die Gagarin-Story, Schwarzkopf & Schwarzkopf Verlag GmbH, Berlin ISBN  3-89602-184-2.
2000: Die Gagarin-Story, 2. erweiterte Auflage 
2011: Heute 9:07 UT, Projekte-Verlag Cornelius GmbH, Halle 
2015: Der unbekannte GAGARIN - Die letzten Geheimnisse von Juri Gagarin, Machtwortverlag Dessau ISBN 978-3-86761-137-4
2016: Gagarin – Er könnte noch leben, Machtwortverlag, Dessau-Roßlau (gemeinsam mit Nikolai Konstantinowitsch Sergejew) ISBN 978-3-86761-145-9.
| Personendaten    | Personendaten                                          |
| ---------------- | ------------------------------------------------------ |
| NAME             | Kowalski, Gerhard                                      |
| KURZBESCHREIBUNG | deutscher Raumfahrtjournalist, Buchautor und Moderator |
| GEBURTSDATUM     | 1942                                                   |